# Лукашов, Антон Юрьевич
Антон Юрьевич Лукашов (бел. Антон Юр’евіч Лукашоў; род. 16 сентября 2004, Могилёв) — белорусский футболист, защитник мозырской «Славии».

## Карьера

### «Днепр-Могилёв»

#### Начало карьеры
Воспитанник футбольный академии могилёвского «Днепра». В начале 2021 года футболист отправился выступать в фарм-клуб могилёвской команды «Днепр-Юни», вместе с которой выступал во Второй лиге. В начале 2022 года футболист начинал подготовку к новому сезону с основной командой могилёвского клуба. Дебютировал за клуб футболист 13 марта 2022 года в ответном четвертьфинальном матче Кубка Беларуси против гродненского «Немана», выйдя на замену на 64 минуте. Дебютный матч в чемпионате футболист сыграл 3 апреля 2022 года в матче против солигорского «Шахтёра», выйдя на замену на 92 минуте. Первоначально футболист выступал за клб в роли игрока скамейки запасных, однако затем с августа 2022 года смог закрепиться в стартовом составе основной команды. По итогу сезона футболист вместе с клубом завершил чемпионат на последнем итоговом месте, вылетев в Первую лигу.

#### Сезон 2023
Новый сезон за клуб футболист начал с матча 2 апреля 2023 года против «Орши», выйдя на поле в стартовом составе. Дебютными забитыми голами за клуб футболист отличился 17 июня 2023 года в матче против «Слонима-2017», отличившись забитым голом. На протяжении сезона футболист продолжал выступать за могилёвский клуб в роли ключевого игрока. По итогу сезона футболист вместе с клубом стал серебряным призёром чемпионата, завоевав себе право на участие в Высшей лиге. За прошедший сезон футболист успел отличиться за могилёвский клуб 2 забитыми голами и 2 результативными передачами в рамках чемпионата. В декабре 2023 года футболист продлил контракт с могилёвским клубом ещё на сезон. 

#### Сезон 2024
Первый матч в новом сезоне футболист сыграл 15 марта 2024 года против мозырской «Славии», выйдя на поле в стартовом составе. Первым в сезоне забитым голом за клуб футболист отличился 6 апреля 2024 года в матче против «Слуцка». В конце апреля 2024 года футболист выбыл из распоряжения могилёвского клуба из-за полученной травмы, вернувшись в распоряжения основной команды лишь в начале июля 2024 года. По итогу сезона футболист вместе с клубом завершил чемпионат на итоговом предпоследнем месте, снова вылетев в Первую лигу. Всего за сезон футболист усепл отличиться за могилёвский клуб забитым голом и результативной передачей. В марте 2025 года футболист покинул могилёвский клуб, в котором сообщили, что игрок переходит в другой клуб из Высшей лиги.

### «Славия-Мозырь»
В марте 2025 года футболист официально присоединился к мозырской «Славии», подписав контракт с клубом до конца сезона. Дебютировал за клуб футболист 6 апреля 2025 года в матче против «Гомеля», выйдя на замену на 71 минуте.

## Международная карьера
В ноябре 2022 года футболист был вызван в юношескую сборную Беларуси до 19 лет. Дебютировал за сборную 17 ноября 2022 года в матче против сборной России до 18 лет.

## Семья
Отец Юрий Лукашов футболист и футбольный тренер.